# Fulles grogues
Fulles grogues va ser un programa documental de caràcter cultural de producció pròpia de la Televisió Valenciana, que es va estrenar el 10 d'octubre de 1989 (l'endemà d'inaugurar-se Canal 9) i s'emeté fins al 9 de gener de 1994 al Canal 9. Fou guardonat amb el premi a la millor contribució en mitjans de comunicació als I Premis Turia.

## Capítols
Es van emetre un total de 61 capítols, dividits en quatre temporades de 12 episodis de mitjana cadascun que han estat re-emesos vàries vegades. La freqüència era setmanal, d'antuvi al prime time dels dimecres o la mitjanit dels diumenges. El 1991 passà a ser emès els dilluns a la nit. Va arribar a assolir una quota d'audiència de 35.000 persones (el 19 %). Les reposicions arribarien al 4,9 % (14 %).

## Equip
El programa era dirigit per l'escriptora i periodista Maria Lluïsa del Romaní amb els coordinadors Francesc Picó Esteve i José Carlos Díaz. La figura clau era, però, el documentalista Federico Segundo, encarregat de la recerca del material d'arxiu.
El primer periodista contractat fou Vicent Garcia Devís, amb la incorporació posterior de Salvador Dolç i Vicent Andreu, i la col·laboració de Germà Arroyo des de l'arxiu.

## Format
El programa repassava els principals esdeveniments del segle XX a través de la mirada de personatges rellevants, no necessàriament valencians, però que ja no eren d'actualitat o que havien caigut en l'anonimat amb la intenció de recuperar-los. Buscava imatges inèdites i testimoniatges orals dels principals protagonistes de l'últim mig segle de la història del País Valencià, Espanya i Europa, tractant temes com les Brigades Internacionals, els maquis valencians o la revolució de Maig del 68, així com personatges culturals com Azorín, Vicent Blasco Ibáñez o Max Aub, i fins i tot Josep Martorell Llorca el Pinet, un dels darrers bandolers valencians (Pinet l'últim roder).